# Sedum ermenekensis
Sedum ermenekensis är en fetbladsväxtart som beskrevs av Yild., Dinç. Sedum ermenekensis ingår i Fetknoppssläktet som ingår i familjen fetbladsväxter. Inga underarter finns listade i Catalogue of Life.